# ヴォルムスの薔薇園

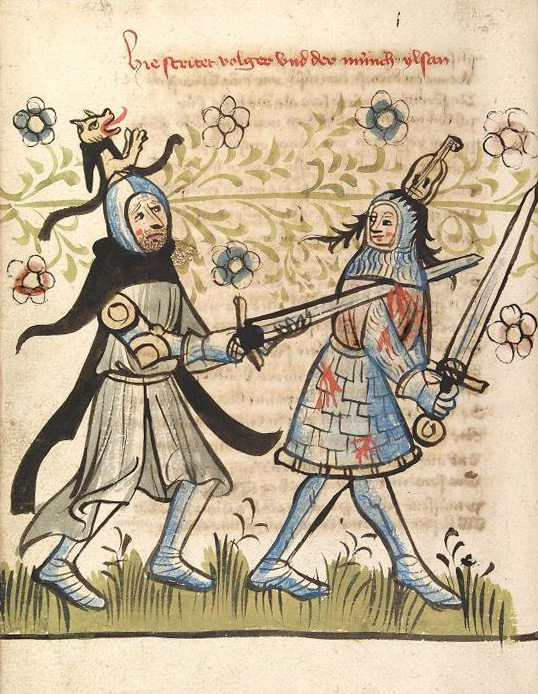
フォスカーとイルサンの決闘。CGM 359, fol. 46v. （1418年）

『ヴォルムスのバラ園』（Rosengarten zu Worms）は、13世紀に成立した中高ドイツ語で書かれた騎士道物語の叙事詩。この物語はディートリッヒ・フォン・ベルンの物語群に属する人物と、『ニーベルンゲンの歌』に登場する人物を結びつけている。

## 概要
クリエムヒルトの父ギューキ王は、ヴォルムスに薔薇園を所有していた。そのギューキ王は、薔薇園にいる12人の戦士を打ち負かせるものがいるか、と挑発する。ディートリッヒ・フォン・ベルンとフン族の王エッツエルは、共同してギューキ王の挑戦を受け入れることにした。この戦いで、ディートリッヒは薔薇園を守護していたシグルズに勝利している。なお、12の戦いのうち1つを除いてすべて、ディートリッヒ側の陣営が薔薇園側に勝利している。そのため、最終的にギューキ王はディートリッヒとエッツエルを認めざるを得なくなり、勝利したディートリッヒ側には名誉とともに花輪とキスが与えられた。